# Matthew Wood
Matthew Russell Wood (Walnut Creek, 15 agosto 1972) è un montatore statunitense, esperto di montaggio sonoro e sound designer per svariati film, tra cui i più noti sono quelli della serie di Guerre stellari.
È famoso per il suo ruolo del generale Grievous in Star Wars - Episodio III - La vendetta dei Sith e in Star Wars: The Clone Wars. Dal 2003 lavora anche come sound designer alla Skywalker Sound.
Ha ricevuto cinque nomination al Premio Oscar per Il petroliere, WALL•E, Star Wars - Il risveglio della Forza, Star Wars - Gli ultimi Jedi e Star Wars - L'ascesa di Skywalker per il miglior montaggio sonoro.

## Carriera
Iniziò la sua carriera lavorando alla Lucasfilm come game tester alla LucasArts, per poi spostarsi alla Skywalker Sound - la divisione del suono - e lavorò in tutti e tre i film della trilogia prequel di Guerre stellari come supervisore del suono, doppiatore e attore: ne Star Wars - Episodio I - La minaccia fantasma interpretò - senza venir accreditato - Bib Fortuna nella scena della corsa dei podracer (il suo primo ruolo da attore) e prestò la propria voce a Ody Mandrell; ne L'attacco dei cloni, doppiò Seboca e Magaloof; infine, ne La vendetta dei Sith, oltre a doppiare nella sua breve apparazione Orn Free Taa, Wood presta la voce al suo personaggio più importante, il Generale Grievous, ruolo originariamente interpretato dai doppiatori John DiMaggio e Richard McGonagle nella precedente serie animata Star Wars: Clone Wars (2003) - nel film, Matthew Wood doppiò lo stuntman Kyle Rowling, che aveva interpretato il Generale Grievous utilizzando la motion capture.
Tornò ben presto al lavoro nell'universo espanso di Star Wars. Ricoprì infatti di nuovo il suo ruolo di doppiatore del temibile Generale Grievous nello General Grievous Halloween audiocast così come in tutti i videogiochi in cui il malvagio generale cyborg è apparso ad eccezione di Star Wars Battlefront: Elite Squadron in cui Grievous venne doppiato da David W. Collins. Ha ripreso poi il suo ruolo di doppiatore del Generale Grievous nonché dei droidi da battaglia separatisti nel film Star Wars: The Clone Wars e nell'associata serie televisiva Star Wars: The Clone Wars. In tale serie, oltre a Grievous, doppia anche l'emiro della Tecno Unione Wat Tambor, HELIOS-3D, le guardie del senato, i droidi da battaglia, il Re dei Geonosiani Poggle il Minore, Tagoo, Taggart e Derrown. Ha doppiato inoltre RO-GR/Roger, un droide da battaglia riprogrammato, in Lego Star Wars: The Freemaker Adventures. È tornato, inoltre, ad interpretare Bib Fortuna (lo scagnozzo di Jabba the Hutt), già impersonato ne La minaccia fantasma, nell'ultimo episodio della seconda stagione di The Mandalorian (2020).
Ha ricevuto ben cinque nomination agli Oscar per il montaggio sonoro: per Il petroliere di Paul Thomas Anderson (2008), per il film Pixar WALL-E (2009), e per tutti e tre i film della trilogia sequel di Guerre stellari, ovvero Star Wars - Il risveglio della Forza  (2016), Star Wars - Gli ultimi Jedi (2018) e Star Wars - L'ascesa di Skywalker (2020).
Matthew Wood fece inoltre un'apparizione nel 2008 nella serie di Adult Swim Robot Chicken.

## Riconoscimenti
- Premio Oscar
  - 2008 - Candidatura per il miglior montaggio sonoro insieme a Christopher Scarabosio per Il petroliere
  - 2009 - Candidatura per il miglior montaggio sonoro insieme a Ben Burtt per WALL•E
  - 2016 - Candidatura per il miglior montaggio sonoro insieme a David Acord per Star Wars - Il risveglio della Forza
  - 2018 - Candidatura per il miglior montaggio sonoro insieme a Ren Klyce per Star Wars - Gli ultimi Jedi
  - 2020 - Candidatura per il miglior montaggio sonoro insieme a David Acord per Star Wars - L'ascesa di Skywalker
- Premi BAFTA
  - 2009 - Candidatura per il miglior sonoro insieme a Ben Burtt, Tom Myers e Michael Semanick per WALL•E
  - 2016 - Candidatura per il miglior sonoro insieme a David Acord, Andy Nelson, Christopher Scarabosio e Stuart Wilson per Star Wars - Il risveglio della Forza
  - 2018 - Candidatura per il miglior sonoro insieme a Ren Klyce, David Parker, Michael Semanick e Stuart Wilson per Star Wars - Gli ultimi Jedi
  - 2020 - Candidatura per il miglior sonoro insieme a insieme a David Acord, Andy Nelson, Christopher Scarabosio e Stuart Wilson per Star Wars - L'ascesa di Skywalker

## Curiosità
- Nel film Star Wars: Episodio III - La vendetta dei Sith ha rimpiazzato Gary Oldman, il quale era in trattativa per fornire la sua voce ad uno dei personaggi animati al computer, Grievous[8], ma venendo a sapere che il film era fatto all'infuori dello Screen Actors Guild (ovvero che gli attori che vi prendevano parte non erano membri dell'associazione) Oldman, membro della suddetta, interruppe le negoziazioni.
Wood, durante la Celebration III (il raduno tenuto ad Indianapolis in occasione dell'uscita del film) ha raccontato diversamente l'accaduto, dicendo che Oldman, vecchio amico del produttore Rick McCallum, ha registrato un provino come favore e che semplicemente non è stato scelto[9][10]. Wood, inoltre, era stato incaricato di registrare i provini ha inserito anche il suo in mezzo ad altri trenta, sotto le iniziali "A.S.", che stavano per Alan Smithee (pseudonimo che usano i registi quando disconoscono il proprio lavoro)[9]. Wood ha ammesso che se avesse usato il suo vero nome non sarebbe mai stato scelto[11].

## Filmografia

### Tecnico del suono
- Le avventure del giovane Indiana Jones (The Adventures of Young Indiana Jones) - serie TV (1992-1993)
- Star Wars - Episodio III - La vendetta dei Sith (Star Wars: Episode III - Revenge of the Sith), regia di George Lucas (2005)
- Star Wars: The Clone Wars, regia di Dave Filoni (2008)
- Il petroliere (There Will Be Blood), regia di Paul Thomas Anderson (2007)
- WALL•E, regia di Andrew Stanton (2008)
- Star Trek, regia di J. J. Abrams (2009)
- Super 8, regia di J. J. Abrams (2011)
- The Master, regia di Paul Thomas Anderson (2012)
- Star Wars - Il risveglio della Forza (Star Wars: The Force Awakens), regia di J. J. Abrams (2015)
- Rogue One: A Star Wars Story, regia di Gareth Edwards (2016)
- Star Wars - Gli ultimi Jedi (Star Wars: The Last Jedi), regia di Rian Johnson (2017)
- Solo: A Star Wars Story, regia di Ron Howard (2018)

### Doppiaggio

#### Cinema
- Star Wars - Episodio I - La minaccia fantasma (Star Wars: Episode I - The Phantom Menace), regia di George Lucas (1999)
- Star Wars - Episodio II - L'attacco dei cloni (Star Wars: Episode II - Attack of the Clones), regia di George Lucas (2002)
- Star Wars - Episodio III - La vendetta dei Sith (Star Wars: Episode III - Revenge of the Sith), regia di George Lucas (2005)
- Star Wars: The Clone Wars, regia di Dave Filoni (2008)
- Star Wars - Il risveglio della Forza (Star Wars: The Force Awakens), regia di J. J. Abrams (2015)
- I Fantastici 4 - Gli inizi (The Fantastic Four: First Steps), regia di Matt Shakman (2025)

#### Televisione
- What's New, Scooby-Doo? - episodio "Reef Grief!" (2005)
- Robot Chicken - episodio "President Evil" (2008), voce di Fygar, Pooka e Guy
- Star Wars: The Clone Wars - 69 episodi (2008-2014, 2020)
- Star Wars Rebels - 13 episodi (2014-2018)
- LEGO Star Wars: The Freemaker Adventures - 31 episodi (2016-2017)
- Star Wars: Forces of Destiny - 1 episodio (2018), voce di IG-88B
- Star Wars Resistance - 6 episodi (2018-2020), voce di Ello Asty e Kylo Ren

#### Videogiochi
- Star Wars: Episodio III - La Vendetta dei Sith (2005)  - Generale Grievous e Droidi da battaglia B1
- Star Wars: Battlefront II (2005) - Generale Grievous
- Star Wars: The Clone Wars - L'era dei duelli (2008) - droidi da battaglia
- Star Wars: The Clone Wars - Gli eroi della Repubblica (2009) - droidi da battaglia
- Brütal Legend (2009) - baroni del fuoco
- Clone Wars Adventures (2010) - Generale Grievous, droidi da battaglia, Wat Tambor, Poggle il Minore, voci aggiuntive
- LEGO Star Wars III: The Clone Wars (2011) - Generale Grievous, droidi da battaglia
- Kinect Star Wars (2012) - Droide B1, B1 Trando, Droide B2, Red 13, Generale Grievous
- Disney Infinity 3.0 (2015) - Generale Grievous, droidi da battaglia
- LEGO Star Wars: Il risveglio della Forza (2016) - Generale Grievous, Ello Asty, Quiggold
- Star Wars: Battlefront II (2017) - Generale Grievous, droidi da battaglia e Kylo Ren (mascherato)

### Attore

#### Cinema
- Star Wars - Episodio I - La minaccia fantasma (Star Wars: Episode I – The Phantom Menace), regia di George Lucas (1999), non accreditato (ruolo: Bib Fortuna)

#### Televisione
- The Mandalorian (S2, Capitolo 16: Il salvataggio; ruolo: Bib Fortuna)

## Doppiatori italiani
Da doppiatore è sostituito da:
- Marco Bassetti in Star Wars: The Clone Wars (serie animata) (Droidi da battaglia)[12], Star Wars: The Clone Wars (film) (Droidi da battaglia)[13], Star Wars Rebels
- Massimo Rossi in La vendetta dei Sith, Star Wars: The Clone Wars (serie animata) (Generale Grievous)[12]
- Massimo Gentile in Star Wars: The Clone Wars (Wat Tambor, st. 1)
- Alessandro Budroni in Star Wars: The Clone Wars (Wat Tambor, st. 7)[12]
- Raffaele Palmieri in Lego Star Wars: The Freemaker Adventures
- Jacopo Calatroni in Star Wars: Battlefront II (Kylo Ren)
- David Chevalier in Star Wars Resistance
- Antonino Saccone in Lego Star Wars: Rebuild the Galaxy
- Max Mariola in I Fantastici Quattro - Gli inizi